# Cycloramphidae
Cyclorhamphidae là một họ động vật lưỡng cư trong bộ Anura. Họ này có 34 loài.

## Phân loại học
Họ Cyclorhamphidae gồm các chi sau:
- Chi Hylorina Bell, 1843
- Chi Insuetophrynus Barrio, 1970
- Chi Macrogenioglottus Carvalho, 1946
- Chi Odontophrynus Reinhardt & Lütken, 1862
- Chi Proceratophrys Miranda-Ribeiro, 1920
- Chi Thoropa Cope, 1865

Ngoài ra, phân họ Cycloramphinae (Bonaparte, 1850) cũng hình thành các chi:
- Crossodactylodes Cochran, 1938
- Cycloramphus Tschudi, 1838
- Rupirana Heyer, 1999
- Thoropa Cope, 1865
- Zachaenus Cope, 1866

Họ Alsodidae (gồm các chi Alsodes Bell, 1843 - 19 loài, Eupsophus Fitzinger, 1843 - 10 loài, và Limnomedusa Fitzinger, 1843 - chi đơn loài.) trước là một phân họ của họ Cyclorhamphidae, sau được tách thành họ riêng

## Hình ảnh

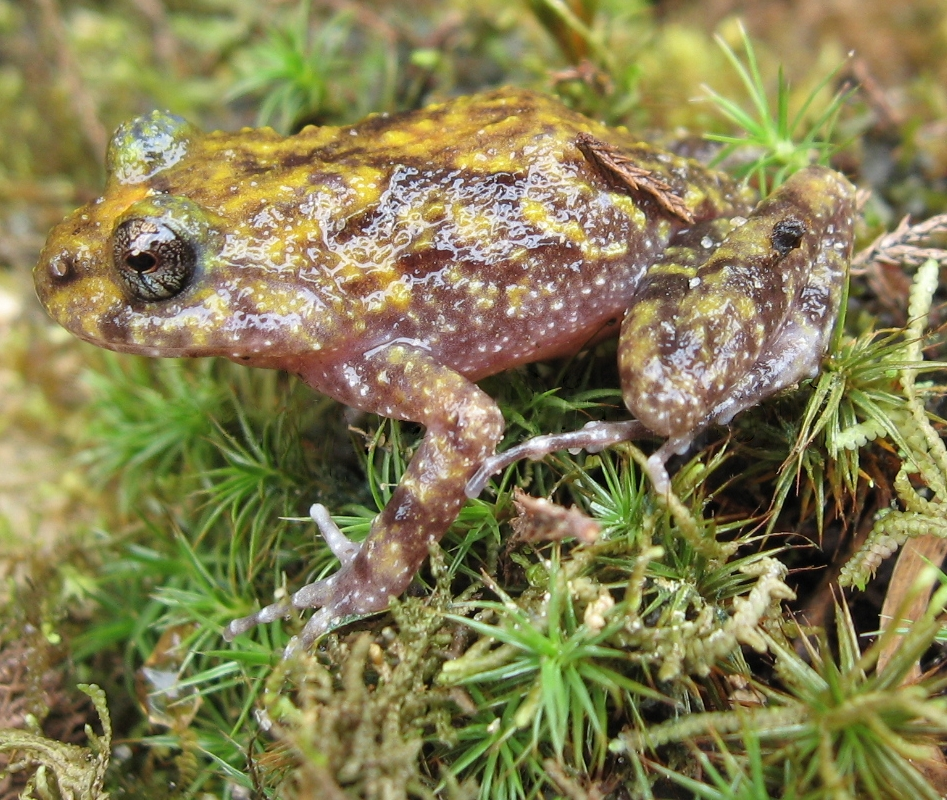
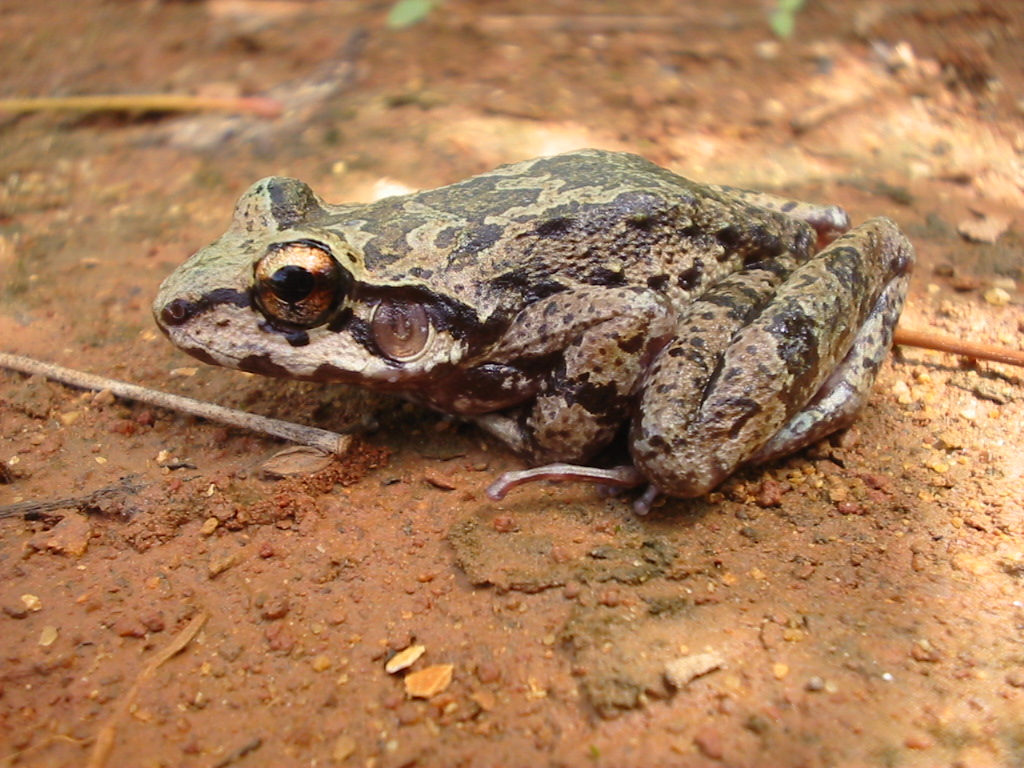
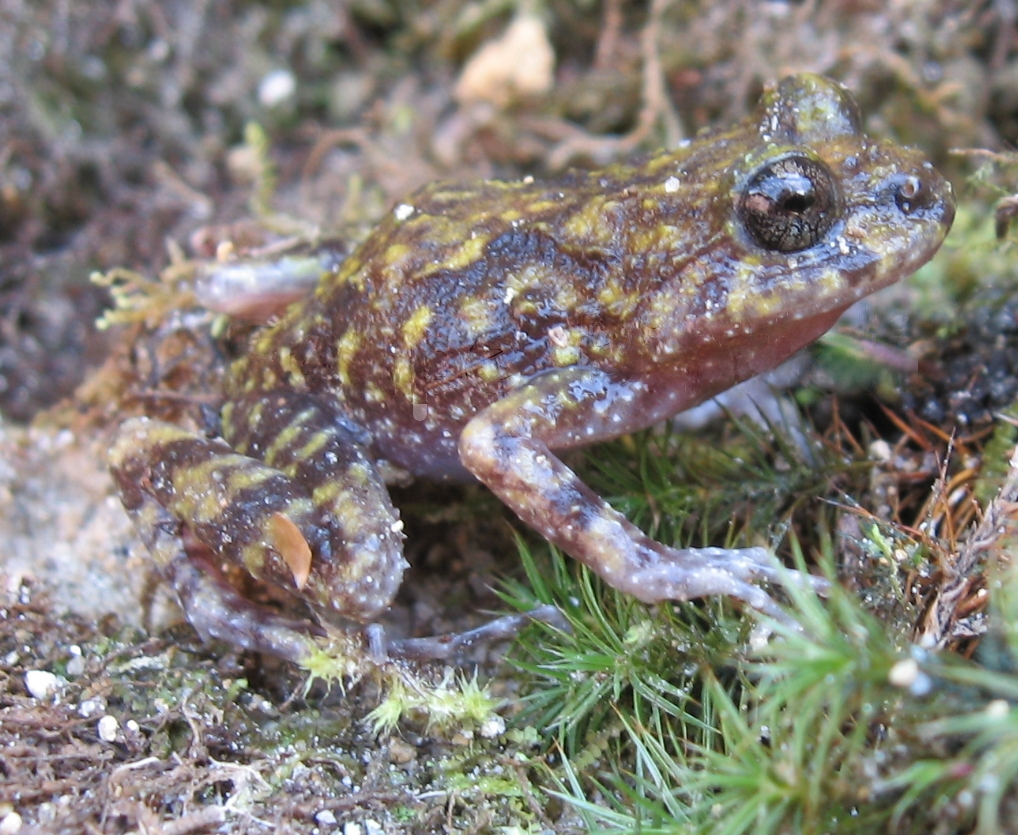